# Crepis decussata
Crepis decussata är en mossdjursart som beskrevs av Harmer 1926. Crepis decussata ingår i släktet Crepis och familjen Chlidoniidae. Inga underarter finns listade i Catalogue of Life.